# Сутичка у небі
«Сутичка у небі» (англ. The Flyboys) — американський трилер 2008 року.

## Сюжет
У маленькому містечку в Аризоні в перший день навчання в новій школі Кайл рятує одного зі своїх однокласників, Джейсона, від групи хуліганів, і вони стають друзями. Дружба підлітків піддається випробуванню, коли вони випадково опиняються на борту літака, що належить бандитам.

## У ролях
| Актор            | Роль              |
| ---------------- | ----------------- |
| Рейлі Макклендон | Кайл Барретт      |
| Джессі Джеймс    | Джейсон Макінтайр |
| Стівен Болдвін   | Сильвіо Еспозіто  |
| Том Сайзмор      | Анджело Еспозіто  |
| Роберт Костанцо  | Кармін            |
| Дж. Тод Адамс    | Ленні Дрейк       |
| Дженніфер Слімко | Саманта Барретт   |
| Даллен Геттлінг  | Ед Томас          |